# 第74回天皇杯・第65回皇后杯 全日本総合バスケットボール選手権大会
第74回天皇杯・第65回皇后杯 全日本総合バスケットボール選手権大会（だい74かいてんのうはい・だい65かいこうごうはい ぜんにほんそうごうバスケットボールせんしゅけんたいかい）は、1999年1月2日から10日まで開催された全日本総合バスケットボール選手権大会である。
男子はいすゞ自動車が2年連続5回目、女子はジャパンエナジーが3年連続9回目の優勝を達成。

## 出場チーム

### 男子
JBL
- いすゞ自動車（JBL1）
- 三菱電機（JBL2）
- 東芝（JBL3）
- 松下電器（JBL4）
- 大和證券（JBL5）
- NKK（JBL6）

- トヨタ自動車（JBL7）
- デンソー（JBL8）
- ゼクセル（JBL9）
- アイシン精機（JBL10）
- 三井生命（JBL11）
- 日立大阪（JBL12）

学生
- 日本体育大学（学生1）
- 中央大学（学生2）
- 青山学院大学（学生3）
- 専修大学（学生4）

- 法政大学（学生5）
- 天理大学（学生6）
- 日本大学（学生7）
- 愛知学泉大学（学生8）

地方ブロック
- 札幌大学（北海道）
- 仙台大学（東北）
- 大日本印刷（関東）
- 北陸電力（北信越）
- 愛知機械（東海）

- 春日野クラブ（近畿）
- ファイサンズ岡山（中国）
- 四国電力（四国）
- 鹿屋体育大学（九州）

推薦
- 能代工業高校

### 女子
JBL
- シャンソン化粧品（JBL1）
- ジャパンエナジー（JBL2）
- トヨタ自動車（JBL3）
- デンソー（JBL4）
- 三菱電機（JBL5）
- 日立戸塚（JBL6）

- 三井生命（JBL7）
- ユニチカ（JBL8）
- 富士通（JBL9）
- 三洋電機（JBL10）
- 第一勧業銀行（JBL11）
- 東芝（JBL12）

学生
- 愛知学泉大学（学生1）
- 日本体育大学（学生2）
- 大阪体育大学（学生3）
- 樟蔭東女子短期大学（学生4）

- 東京女子体育大学（学生5）
- 武庫川女子大学（学生6）
- 日本女子体育大学（学生7）
- 大阪薫英女子短期大学（学生8）

地方ブロック
- 北海道教育大学札幌校（北海道）
- 東北学院大学（東北）
- 日本航空（関東）
- 新潟教員（北信越）
- 名古屋短期大学付属高校（東海）

- オレンジクラブ（近畿）
- 広島銀行（中国）
- 文理クラブ（四国）
- 鶴屋百貨店（九州）

## 試合結果

### 男子
1回戦
- 愛知機械　121-52　鹿屋体育大学
- ゼクセル　112-48　春日野クラブ
- 大和證券　113-29　北陸電力
- トヨタ自動車　92-72　法政大学
- 中央大学　106-63　四国電力
- 三井生命　82-67　日本大学
- 東芝　82-61　大日本印刷

- 松下電器　131-53　専修大学
- アイシン精機　90-44　天理大学
- 日本体育大学　128-66　ファイサンズ岡山
- デンソー　110-68　仙台大学
- NKK　100-45　札幌大学
- 日立大阪　87-64　青山学院大学
- 愛知学泉大学　71-60　能代工業高校

2回戦
- いすゞ自動車　83-63　愛知機械工業
- 大和證券　81-75　ゼクセル
- トヨタ自動車　87-49　中央大学
- 東芝　60-54　三井生命

- 松下電器　81-68　アイシン精機
- デンソー　116-96　日本体育大学
- NKK　66-57　日立大阪
- 三菱電機　91-43　愛知学泉大学

準々決勝
- いすゞ自動車　74-60　大和證券
- 東芝　71-66　トヨタ自動車

- 松下電器　83-70　デンソー
- NKK　62-52　三菱電機

準決勝
- いすゞ自動車　74-72　東芝

- NKK　69-63　松下電器

決勝
- いすゞ自動車　85-70　NKK

### 女子
1回戦
- 武庫川女子大学　49-46　鶴屋百貨店
- 大阪体育大学　77-74　富士通
- 三菱電機　87-34　北海道教育大学札幌校
- 三井生命　72-45　東京女子体育大学
- 日本体育大学　112-41　文理クラブ
- 東芝　89-53　新潟教員

- デンソー　92-51　東北学院大学
- 第一勧業銀行　47-45　樟蔭東女子短期大学
- ユニチカ　103-60　日本女子体育大学
- 愛知学泉大学　70-26　広島銀行
- 日立戸塚　95-40　オレンジクラブ
- 日本航空　49-45　三洋電機
- 大阪薫英女子短期大学　65-57　名古屋短期大学付属高校

2回戦
- シャンソン化粧品　110-42　武庫川女子大学
- 三菱電機　74-61　大阪体育大学
- 日本体育大学　75-64　三井生命
- トヨタ自動車　84-75　東芝

- デンソー　86-40　第一勧業銀行
- 愛知学泉大学　59-57　ユニチカ
- 日立戸塚　77-47　日本航空
- ジャパンエナジー　81-27　大阪薫英女子短期大学

準々決勝
- シャンソン化粧品　95-59　三菱電機
- 日本体育大学　87-70　トヨタ自動車

- デンソー　71-50　愛知学泉大学
- ジャパンエナジー　84-76　日立戸塚

準決勝
- シャンソン化粧品　108-60　日本体育大学

- ジャパンエナジー　102-82　デンソー

決勝
- ジャパンエナジー　75-72　シャンソン化粧品